# Eric Griffin (Boxer)
Eric Joseph Griffin (* 3. November 1967 in Lafayette, Louisiana; † 7. Oktober 2023 ebenda) war ein US-amerikanischer Boxer, der Doppelweltmeister im Halbfliegengewicht war.

## Amateure
Der Rechtsausleger Griffin wurde 1989 in Moskau und 1991 in Sydney Weltmeister im Halbfliegengewicht, schlug dabei unter anderem den Kubaner Rogelio Marcelo. Ein weiterer Turniererfolg gelang ihm bei den Goodwill Games 1990 in Seattle.
Bei den Olympischen Spielen in Barcelona verlor er als Kapitän der US-amerikanischen Mannschaft und Topfavorit im Achtelfinale gegen den Lokalmatador Rafael Lozano. Die Wertung nach dem neu eingeführten Computersystem lautete 5 zu 6, aber jeder der fünf Punktrichter sowie die fünf Kontrolleure hatten Griffin auf ihren eigenen Punktzetteln vorne.

## Profi
Noch 1992 wurde er Profi, enttäuschte aber und verlor vier seiner zwanzig Kämpfe. Neben Verletzungen machten ihm dabei auch Drogenprobleme zu schaffen. Am 31. Mai 1997 boxte er gegen Jesus Chong, der ihn im Kampf zuvor schon vorzeitig besiegt hatte, um die vakante WBO-Weltmeisterschaft im Halbfliegengewicht und verlor durch technischen K. o. in der zweiten Runde. Anschließend beendete er seine Laufbahn.